# 白毛金露梅
白毛金露梅（学名：Potentilla fruticosa var. albicans）为蔷薇科委陵菜属下的一个变种。

## 扩展阅读
- 維基物種上的相關：白毛金露梅